# Vieuzos
Vieuzos est une commune française située dans le nord-est du département des Hautes-Pyrénées, en région Occitanie.
Sur le plan historique et culturel, la commune est dans la région gasconne de Magnoac, située sur le plateau de Lannemezan, qui reprend une partie de l’ancien Nébouzan, qui possédait plusieurs enclaves au cœur de la province de Comminges et a évolué dans ses frontières jusqu’à plus ou moins disparaitre. Exposée à un climat océanique altéré, elle est drainée par la Baïse, la Sole et par un autre cours d'eau.
Vieuzos est une commune rurale qui compte 49 habitants en 2022, après avoir connu un pic de population de 249 habitants en 1856. Elle fait partie de l'aire d'attraction de Lannemezan. Ses habitants sont appelés les Vieuzosois ou  Vieuzosoises.

## Géographie

### Localisation
La commune de Vieuzos se trouve dans le département des Hautes-Pyrénées, en région Occitanie.
Elle se situe à 31 km à vol d'oiseau de Tarbes, préfecture du département, et à 10 km de Trie-sur-Baïse, bureau centralisateur du canton des Coteaux dont dépend la commune depuis 2015 pour les élections départementales.
La commune fait en outre partie du bassin de vie de Lannemezan.
Les communes les plus proches sont : 
Betpouy (2,0 km), Campuzan (2,3 km), Sabarros (2,6 km), Caubous (2,6 km), Tournous-Devant (2,8 km), Hachan (3,1 km), Barthe (3,2 km), Cizos (3,3 km).
Sur le plan historique et culturel, Vieuzos fait partie de la région gasconne de Magnoac, située sur le plateau de Lannemezan, qui reprend une partie de l’ancien Nébouzan, qui possédait plusieurs enclaves au cœur de la province de Comminges et a évolué dans ses frontières jusqu’à plus ou moins disparaitre.

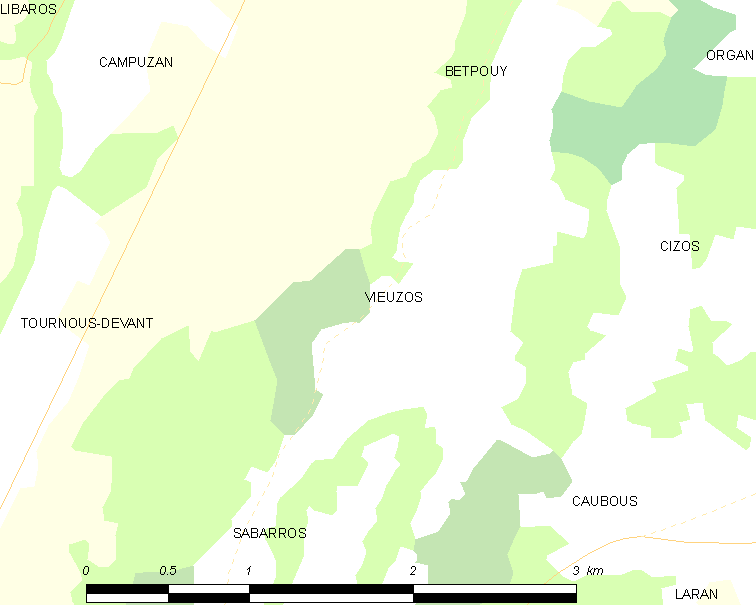
Carte de la commune de Vieuzos et des proches communes.

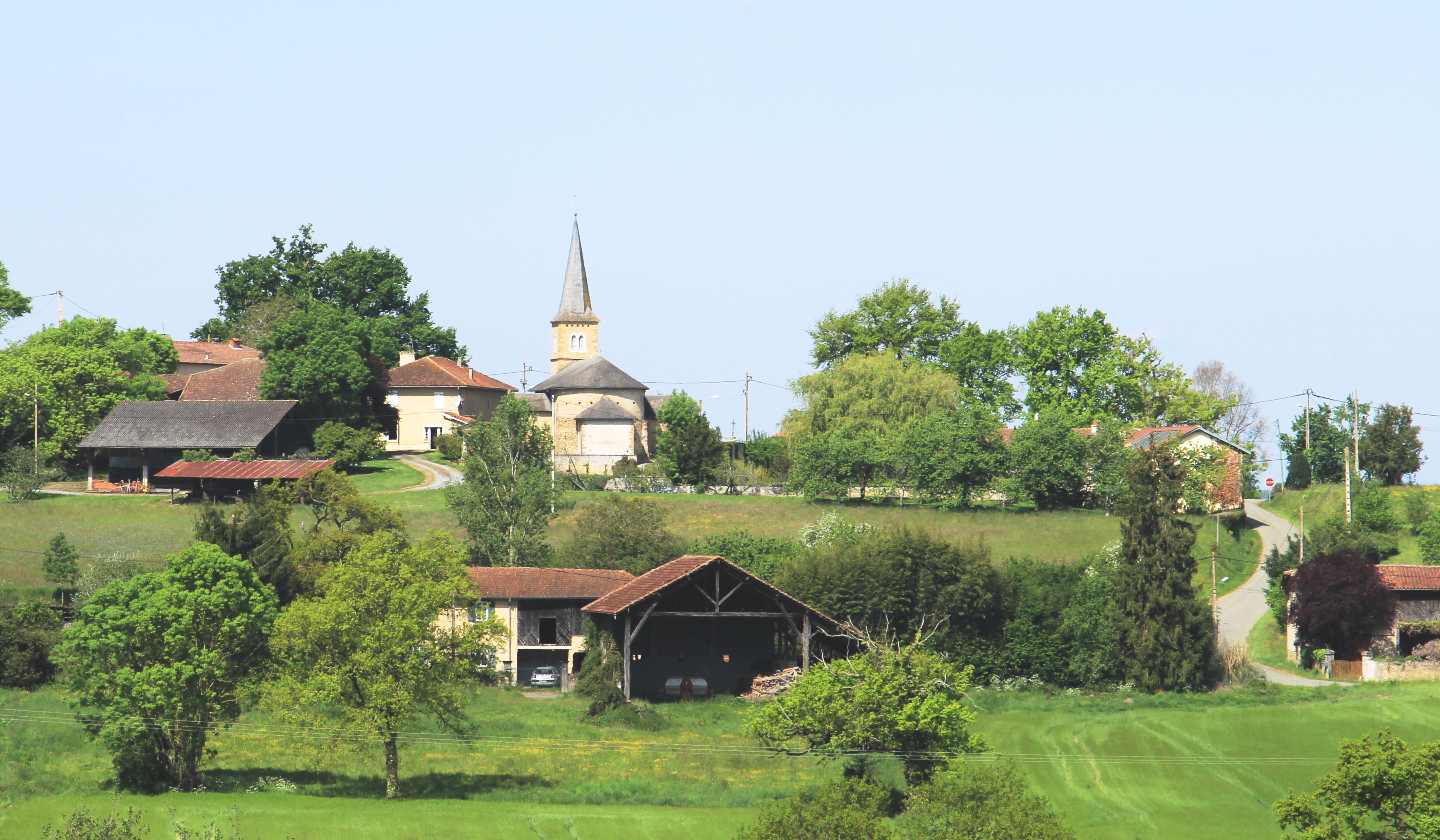
Vue générale du village.

|                 | Betpouy  |         |
| Tournous-Devant | Vieuzos  | Cizos   |
|                 | Sabarros | Caubous |

### Hydrographie
La commune est dans le bassin versant de la Garonne, au sein du bassin hydrographique Adour-Garonne. Elle est drainée par la Baïse, la Sole la Hagède et par un petit cours d'eau, constituant un réseau hydrographique de 7 km de longueur totale,.
La Baïse, d'une longueur totale de 187,6 km, prend sa source dans la commune de Capvern et s'écoule vers le nord. Elle traverse la commune et se jette dans la Garonne à Saint-Léger, après avoir traversé 52 communes.

### Climat
Le climat est tempéré de type océanique, en raison de l'influence proche de l'océan Atlantique situé à peu près 150 km plus à l'ouest. La proximité des Pyrénées fait que la commune profite d'un effet de foehn, il peut aussi y neiger en hiver, même si cela reste inhabituel.
| Mois                              | jan.  | fév.  | mars  | avril | mai   | juin  | jui.  | août  | sep.  | oct.  | nov.  | déc.  | année   |
| --------------------------------- | ----- | ----- | ----- | ----- | ----- | ----- | ----- | ----- | ----- | ----- | ----- | ----- | ------- |
| Température minimale moyenne (°C) | 1     | 2     | 4     | 6     | 9     | 13    | 15    | 15    | 12    | 9     | 4     | 2     | 7,7     |
| Température moyenne (°C)          | 5,2   | 5,6   | 8,4   | 10,1  | 13,8  | 17,8  | 18,6  | 18,8  | 16,4  | 13,5  | 7,5   | 5,5   | 11,8    |
| Température maximale moyenne (°C) | 10    | 11    | 14    | 15    | 19    | 22    | 25    | 25    | 23    | 19    | 14    | 11    | 17,3    |
| Ensoleillement (h)                | 108,8 | 118,8 | 155,6 | 157,2 | 181,3 | 191,5 | 215,5 | 196,4 | 194,5 | 164,4 | 124,4 | 104,4 | 1 912,8 |
| Précipitations (mm)               | 98,6  | 63,3  | 99    | 108,2 | 137   | 87,1  | 72,6  | 70,5  | 69,5  | 81,9  | 101,4 | 97,4  | 1 086   |

### Milieux naturels et biodiversité
Aucun espace naturel présentant un intérêt patrimonial n'est recensé sur la commune dans l'inventaire national du patrimoine naturel,,.

## Urbanisme

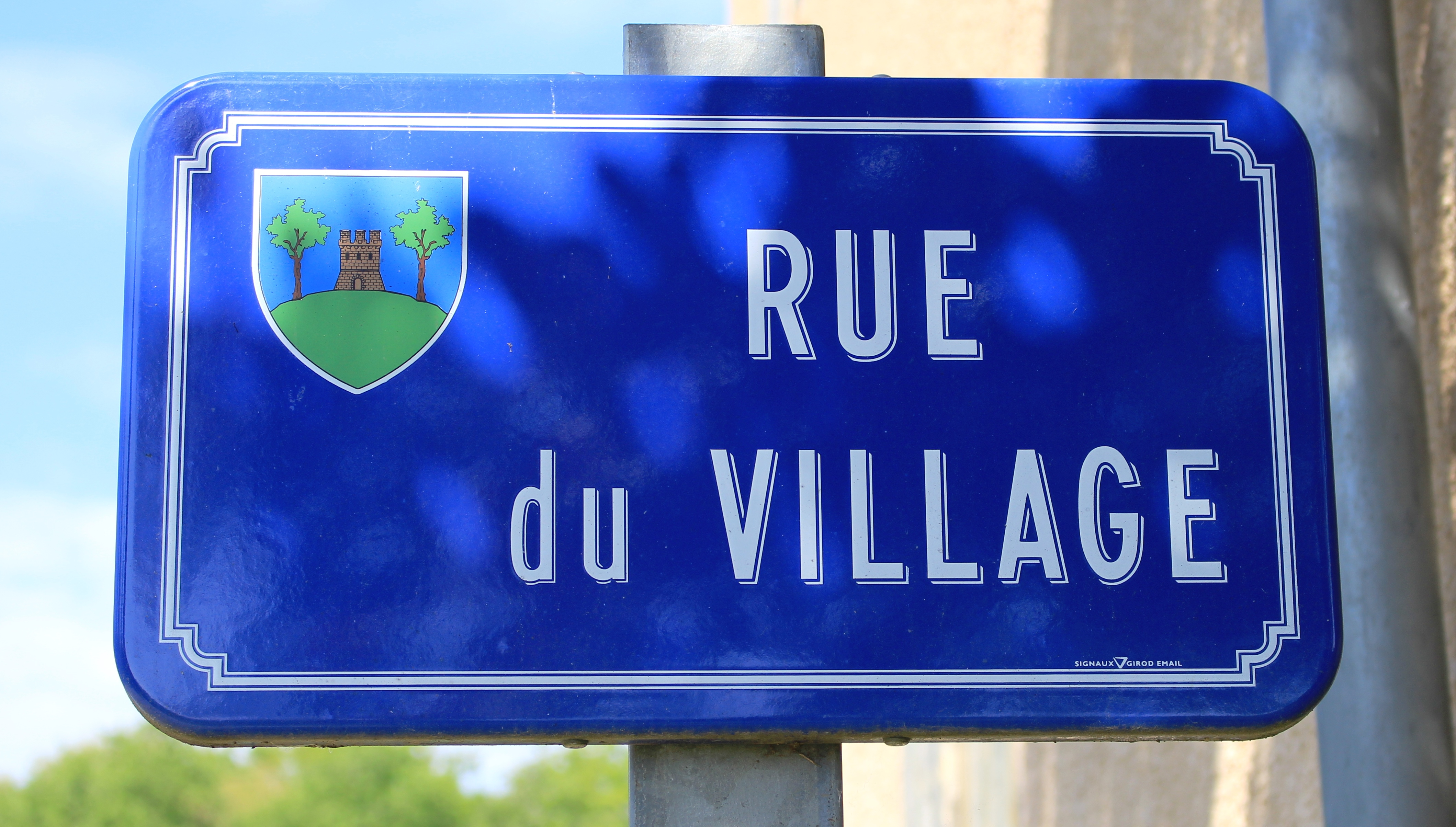
Rue du village.

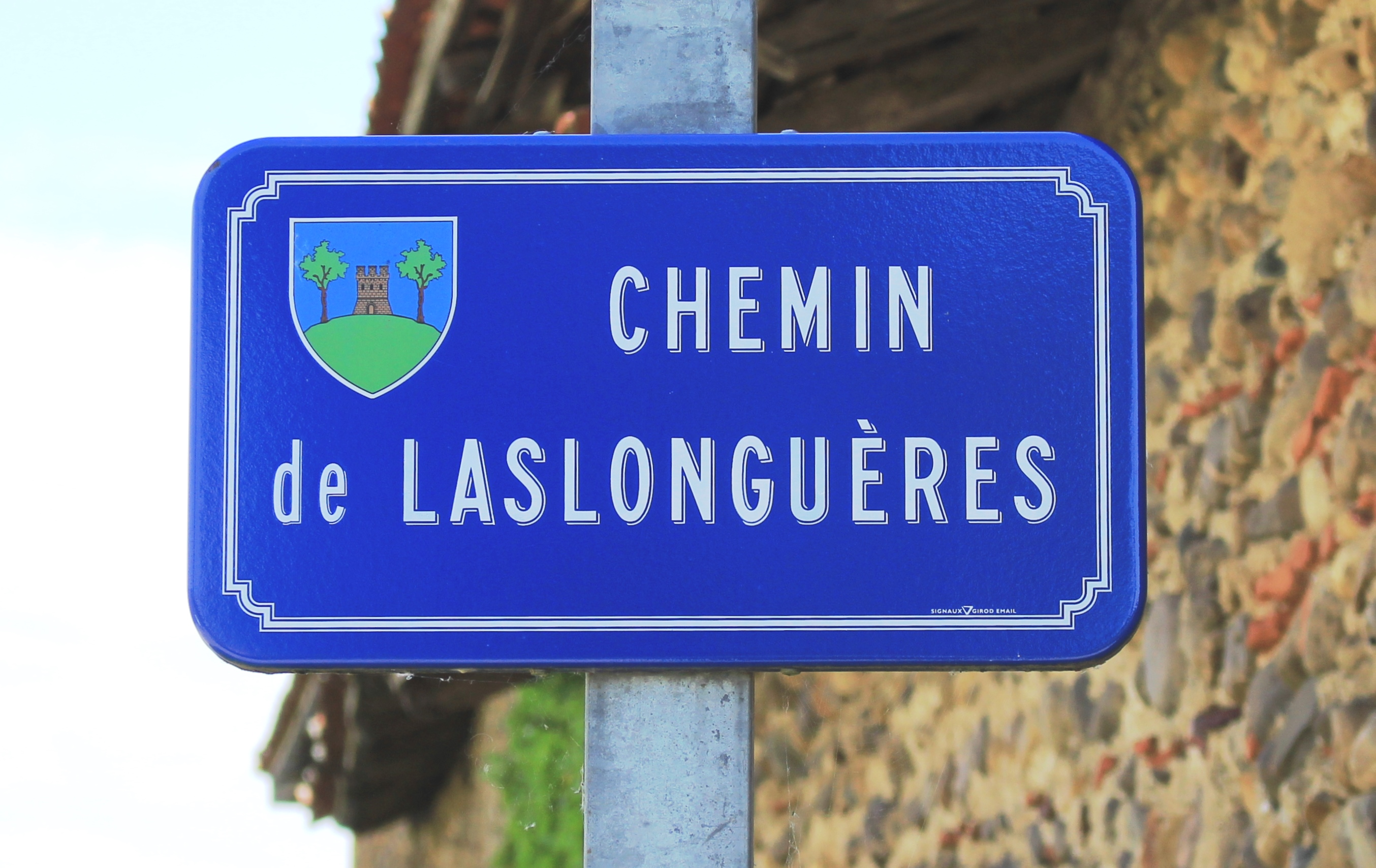
Rue du village.

### Typologie
Au 1er janvier 2024, Vieuzos est catégorisée commune rurale à habitat très dispersé, selon la nouvelle grille communale de densité à sept niveaux définie par l'Insee en 2022.
Elle est située hors unité urbaine. Par ailleurs la commune fait partie de l'aire d'attraction de Lannemezan, dont elle est une commune de la couronne,. Cette aire, qui regroupe 65 communes, est catégorisée dans les aires de moins de 50 000 habitants,.

### Occupation des sols
L'occupation des sols de la commune, telle qu'elle ressort de la base de données européenne d’occupation biophysique des sols Corine Land Cover (CLC), est marquée par l'importance des territoires agricoles (61,9 % en 2018), une proportion identique à celle de 1990 (61,9 %). La répartition détaillée en 2018 est la suivante : 
zones agricoles hétérogènes (39,5 %), forêts (38,1 %), terres arables (22,4 %).
L'IGN met par ailleurs à disposition un outil en ligne permettant de comparer l’évolution dans le temps de l’occupation des sols de la commune (ou de territoires à des échelles différentes). Plusieurs époques sont accessibles sous forme de cartes ou photos aériennes : la carte de Cassini (XVIIIe siècle), la carte d'état-major (1820-1866) et la période actuelle (1950 à aujourd'hui).

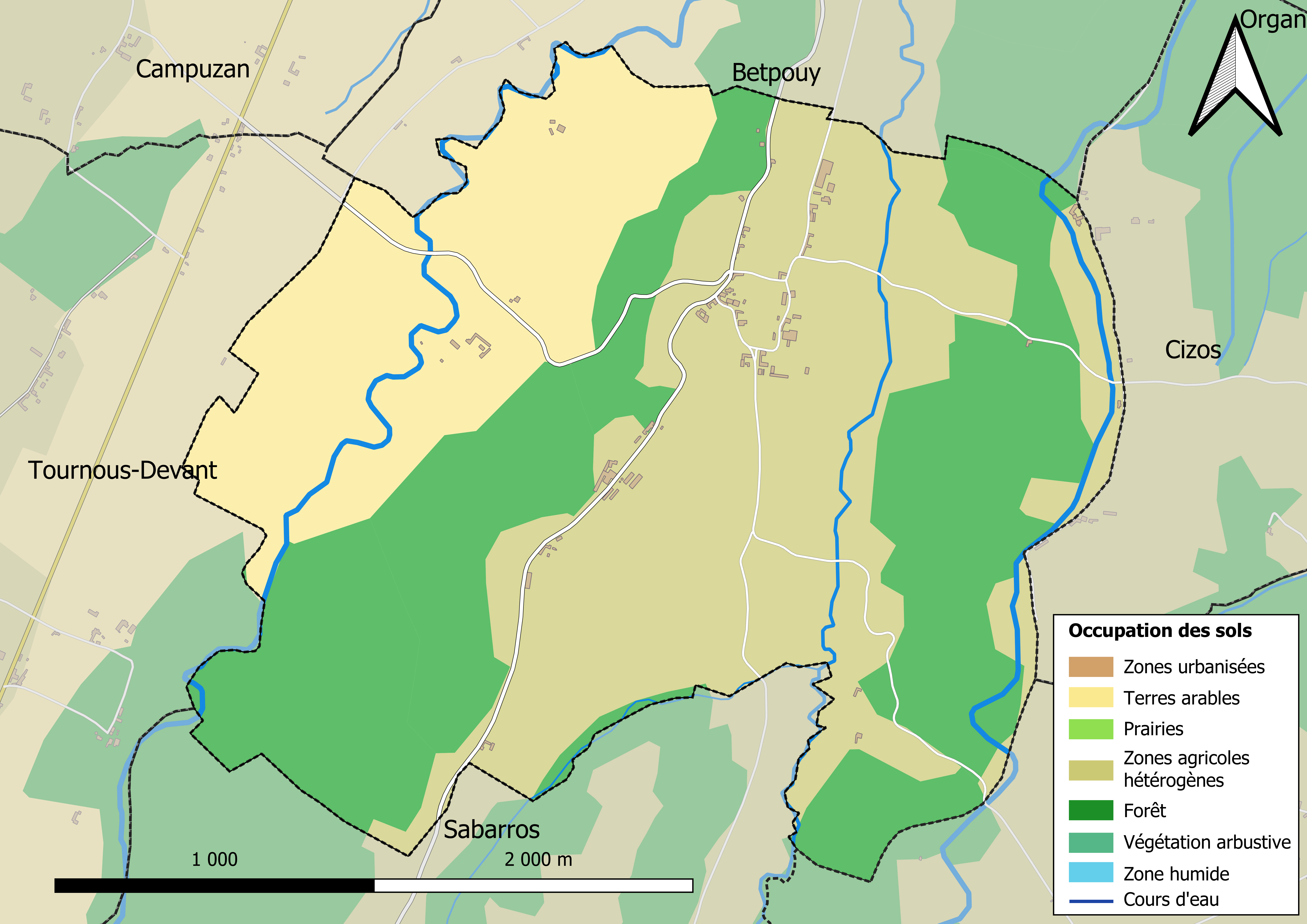
Carte des infrastructures et de l'occupation des sols en 2018 (CLC) de la commune.
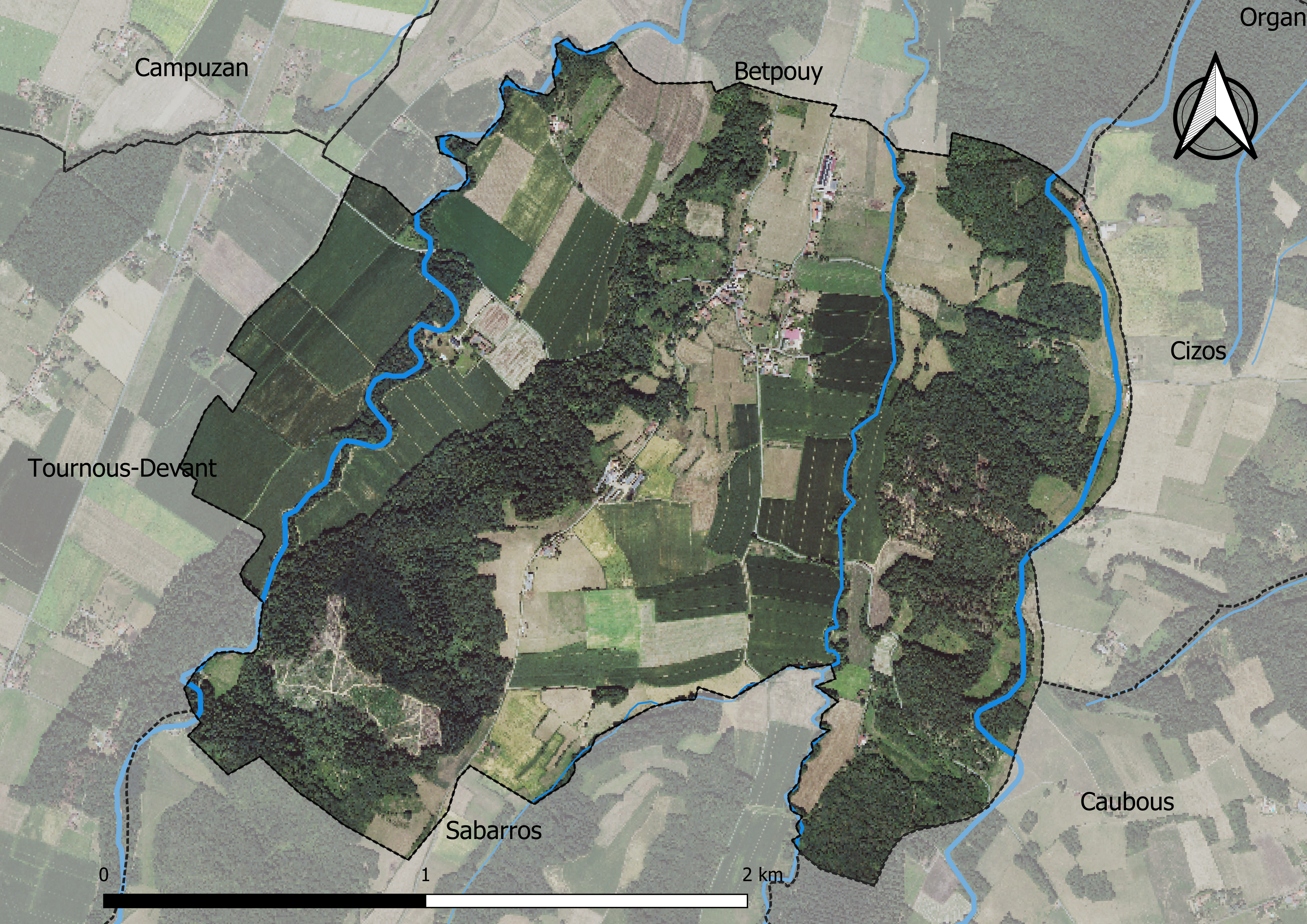
Carte orthophotogrammétrique de la commune.

### Voies de communication et transports
Cette commune est desservie par la route départementale D 23.

### Risques majeurs
Le territoire de la commune de Vieuzos est vulnérable à différents aléas naturels : météorologiques (tempête, orage, neige, grand froid, canicule ou sécheresse), inondations, mouvements de terrains et séisme (sismicité modérée). Un site publié par le BRGM permet d'évaluer simplement et rapidement les risques d'un bien localisé soit par son adresse soit par le numéro de sa parcelle.
Certaines parties du territoire communal sont susceptibles d’être affectées par le risque d’inondation par débordement de cours d'eau, notamment la Petite Baïse et la Sole. La cartographie des zones inondables en ex-Midi-Pyrénées réalisée dans le cadre du XIe Contrat de plan État-région, visant à informer les citoyens et les décideurs sur le risque d’inondation, est accessible sur le site de la DREAL Occitanie. La commune a été reconnue en état de catastrophe naturelle au titre des dommages causés par les inondations et coulées de boue survenues en 1982, 1999 et 2009,.
Vieuzos est exposée au risque de feu de forêt. Un plan départemental de protection des forêts contre les incendies a été approuvé par arrêté préfectoral le 21 avril 2020 pour la période 2020-2029. Le précédent couvrait la période 2007-2017. L’emploi du feu est régi par deux types de réglementations. D’abord le code forestier et l’arrêté préfectoral du 27 octobre 2014, qui réglementent l’emploi du feu à moins de 200 m des espaces naturels combustibles sur l’ensemble du département. Ensuite celle établie dans le cadre de la lutte contre la pollution de l’air, qui interdit le brûlage des déchets verts des particuliers. L’écobuage est quant à lui réglementé dans le cadre de commissions locales d’écobuage (CLE)

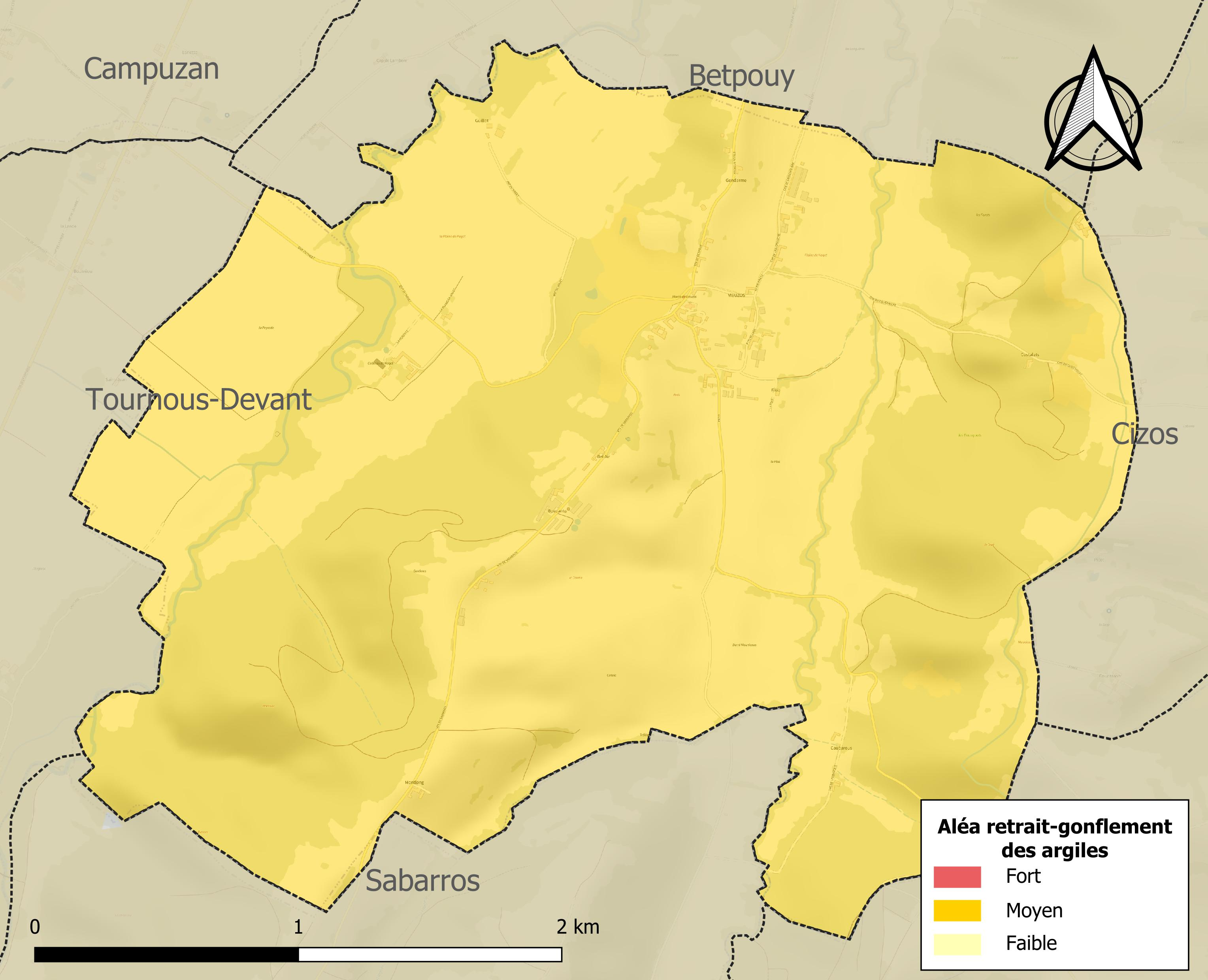
Carte des zones d'aléa retrait-gonflement des sols argileux de Vieuzos.

Les mouvements de terrains susceptibles de se produire sur la commune sont des tassements différentiels.
Le retrait-gonflement des sols argileux est susceptible d'engendrer des dommages importants aux bâtiments en cas d’alternance de périodes de sécheresse et de pluie. La totalité de la commune est en aléa moyen ou fort (44,5 % au niveau départemental et 48,5 % au niveau national). Sur les 32 bâtiments dénombrés sur la commune en 2019, 32 sont en aléa moyen ou fort, soit 100 %, à comparer aux 75 % au niveau départemental et 54 % au niveau national. Une cartographie de l'exposition du territoire national au retrait gonflement des sols argileux est disponible sur le site du BRGM,.
Par ailleurs, afin de mieux appréhender le risque d’affaissement de terrain, l'inventaire national des cavités souterraines permet de localiser celles situées sur la commune.
Concernant les mouvements de terrains, la commune a été reconnue en état de catastrophe naturelle au titre des dommages causés par la sécheresse en 1989 et 2003 et par des mouvements de terrain en 1999.

## Logement
En 2012, le nombre total de logements dans la commune est de 32.

Parmi ces logements, 75,4 % sont des résidences principales, 18,5 % des résidences secondaires et 6,2 % des logements vacants.

## Toponymie

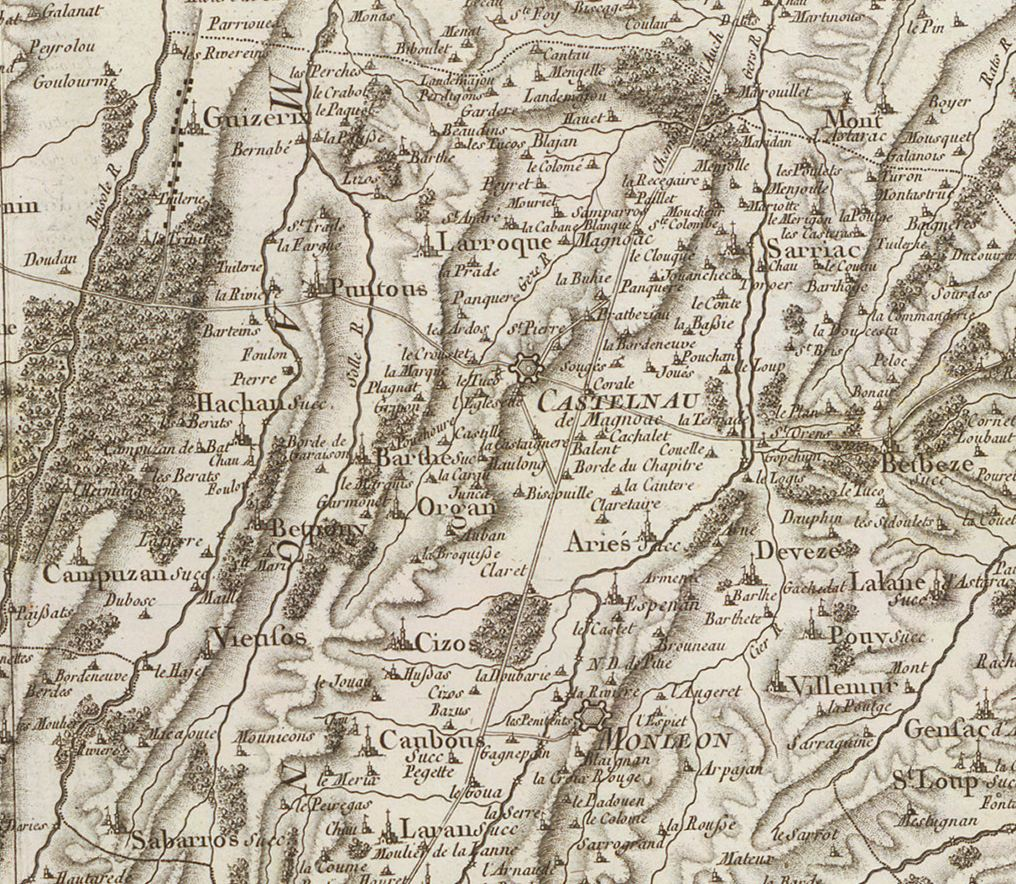
Extrait de la carte de Cassini (entre 1756 et 1789) situant Vieuzos au sud-ouest de Castelnau-Magnoac.

On trouvera les principales informations dans le Dictionnaire toponymique des communes des Hautes-Pyrénées de Michel Grosclaude et Jean-François Le Nail qui rapporte les dénominations historiques du village :
Dénominations historiques :
- Bildos (1213, cartulaire de Berdoues) ;
- Biosos  (v. 1250, ibid.) ;
- R. de Bieusos (1257, ibid.) ;
- de Viusossio, latin (1383-1384, procuration Auch ; 1405, décime d'Auch) ;
- Bieusos (1746, Brugèles) ;
- Vieusos (fin XVIIIe siècle, carte de Cassini).

Étymologie : domaine antique, du nom de personnage Villicius (variante de Villius) et suffixe aquitain ossum > òs.
Nom occitan : Viudòs.

## Histoire
Pendant la Seconde Guerre mondiale, un réseau de résistants était implanté sur cette commune, le Corps franc Pommiès, dont le musée ainsi que le monument se situent à Castelnau-Magnoac.
Le plan cadastral napoléonien de Vieuzos est consultable sur le site des archives départementales des Hautes-Pyrénées.

## Politique et administration

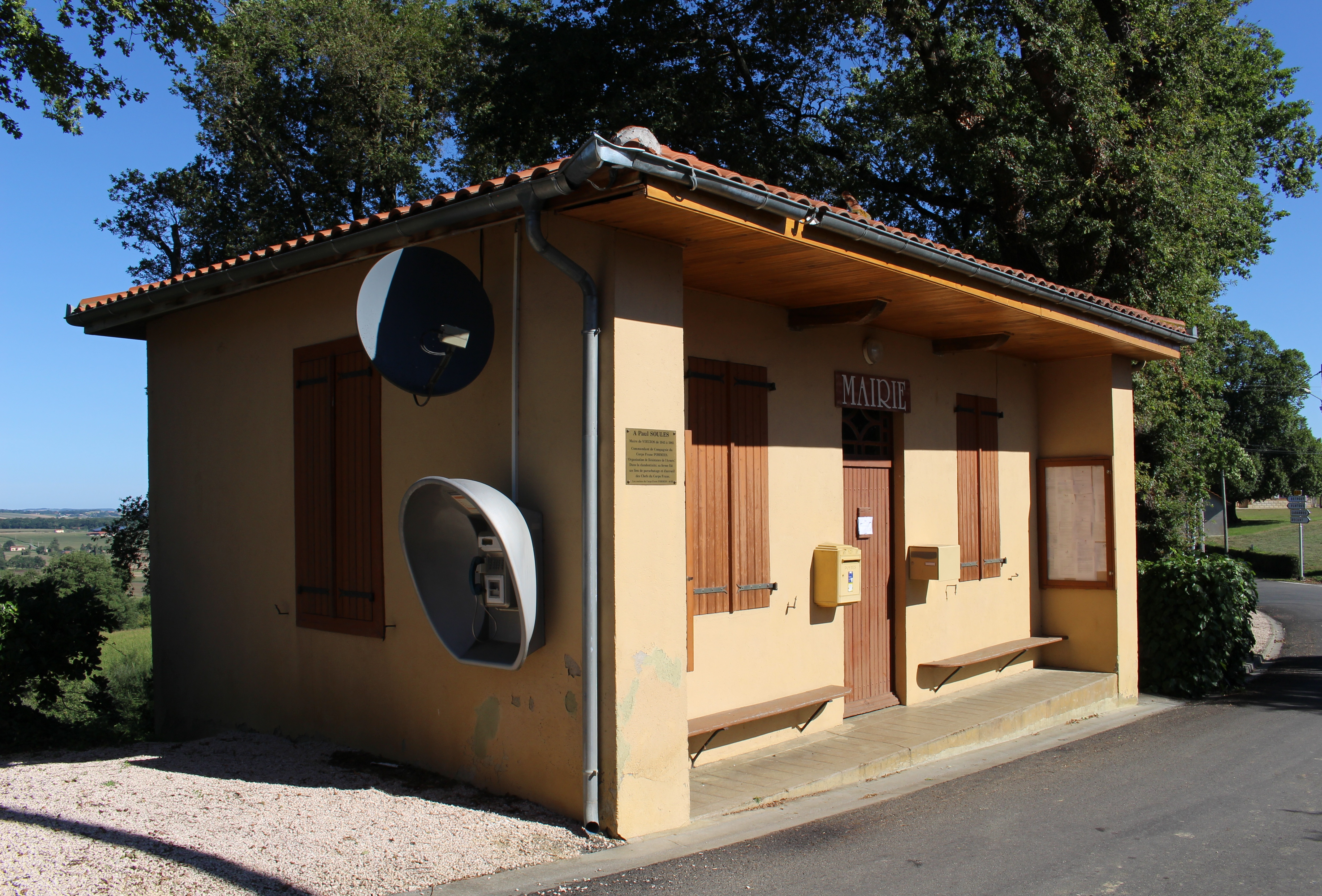
La mairie en 2015.

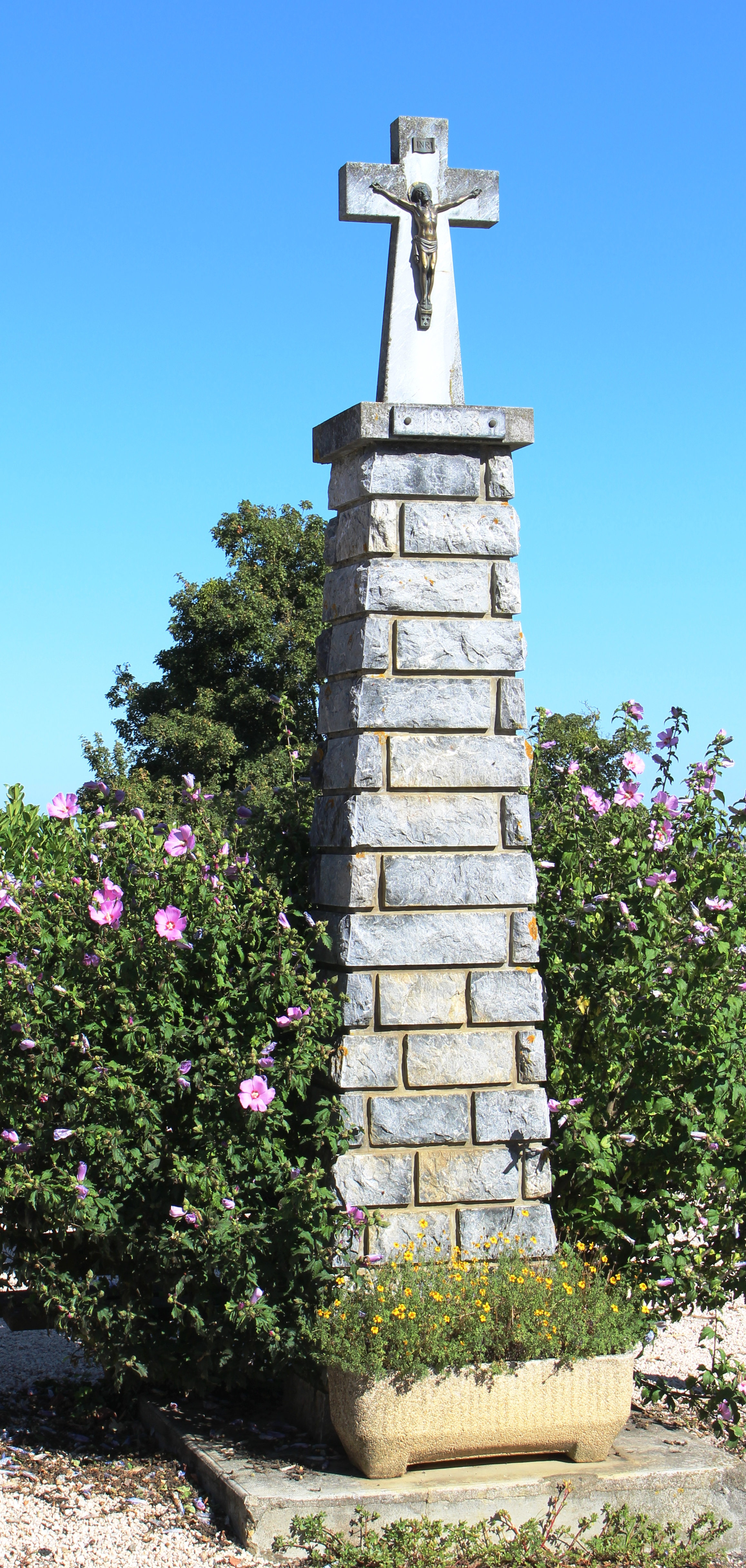
Une croix.

### Liste des maires
| Période                                  | Période   | Identité         | Étiquette | Qualité |
| ---------------------------------------- | --------- | ---------------- | --------- | ------- |
| Les données manquantes sont à compléter. |           |                  |           |         |
|                                          |           |                  |           |         |
| 1945                                     | 1982      | Paul Soules      |           |         |
| ..                                       | ..        | ...              |           |         |
| mars 1995                                | mars 2001 | André Hebrard    |           |         |
| mars 2001                                | mars 2014 | Marilyne Desette |           |         |
| mars 2014                                | En cours  | Thierry Fourcaud |           |         |

### Rattachements administratifs et électoraux

#### Historique administratif
Sénéchaussée d'Auch, pays des Quatre-Vallées, vallée de Magnoac, canton de  Castelnau-Magnoac (1790).

#### Intercommunalité
Vieuzos appartient à la communauté de communes du Pays de Trie et du Magnoac créée en janvier 2017 et qui réunit 50 communes.
La commune est également membre du SIVOM de Saint-Gaudens Montréjeau Aspet Magnoac.

## Population et société

### Démographie

#### Évolution démographique
| 1793 | 1800 | 1806 | 1821 | 1831 | 1836 | 1841 | 1846 | 1851 |
| ---- | ---- | ---- | ---- | ---- | ---- | ---- | ---- | ---- |
| 202  | 175  | 198  | 205  | 222  | 217  | 230  | 243  | 237  |

| 1856 | 1861 | 1866 | 1872 | 1876 | 1881 | 1886 | 1891 | 1896 |
| ---- | ---- | ---- | ---- | ---- | ---- | ---- | ---- | ---- |
| 249  | 205  | 211  | 189  | 174  | 159  | 163  | 169  | 150  |

| 1901 | 1906 | 1911 | 1921 | 1926 | 1931 | 1936 | 1946 | 1954 |
| ---- | ---- | ---- | ---- | ---- | ---- | ---- | ---- | ---- |
| 150  | 167  | 153  | 113  | 109  | 117  | 128  | 117  | 103  |

| 1962 | 1968 | 1975 | 1982 | 1990 | 1999 | 2006 | 2011 | 2016 |
| ---- | ---- | ---- | ---- | ---- | ---- | ---- | ---- | ---- |
| 101  | 98   | 85   | 67   | 64   | 46   | 50   | 52   | 46   |

| 2021 | 2022 | - | - | - | - | - | - | - |
| ---- | ---- | - | - | - | - | - | - | - |
| 46   | 49   | - | - | - | - | - | - | - |

### Enseignement
La commune dépend de l'académie de Toulouse. Elle ne dispose plus d'école en 2016.

## Économie

### Emploi
|                | 2008  | 2013  | 2018  |
| -------------- | ----- | ----- | ----- |
| Commune        | 9,1 % | 0 %   | 10 %  |
| Département    | 7,7 % | 9,4 % | 9,8 % |
| France entière | 8,3 % | 10 %  | 10 %  |

En 2018, la population âgée de 15 à 64 ans s'élève à 18 personnes, parmi lesquelles on compte 70 % d'actifs (60 % ayant un emploi et 10 % de chômeurs) et 30 % d'inactifs,. Depuis 2008, le taux de chômage communal (au sens du recensement) des 15-64 ans est supérieur à celui de la France et du département.
La commune fait partie de la couronne de l'aire d'attraction de Lannemezan, du fait qu'au moins 15 % des actifs travaillent dans le pôle,. Elle compte 10 emplois en 2018, contre 10 en 2013 et 10 en 2008. Le nombre d'actifs ayant un emploi résidant dans la commune est de 11, soit un indicateur de concentration d'emploi de 87 % et un taux d'activité parmi les 15 ans ou plus de 32,6 %.
Sur ces 11 actifs de 15 ans ou plus ayant un emploi, 5 travaillent dans la commune, soit 50 % des habitants. Pour se rendre au travail, 58,3 % des habitants utilisent un véhicule personnel ou de fonction à quatre roues et 41,7 % n'ont pas besoin de transport (travail au domicile).

## Culture locale et patrimoine

### Lieux et monuments
- Église Saint-Laurent de Vieuzos.

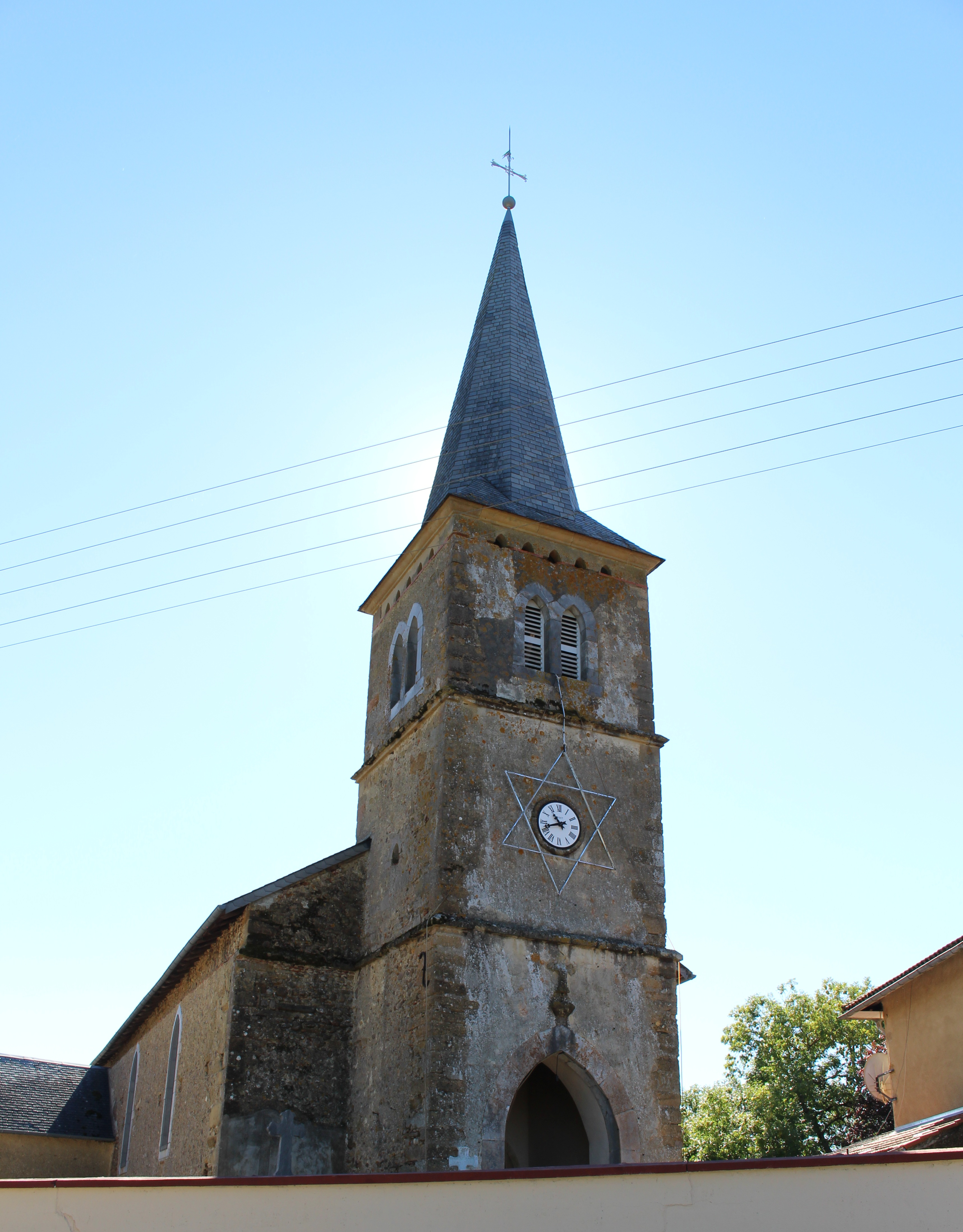
L'église Saint-Laurent en 2015.

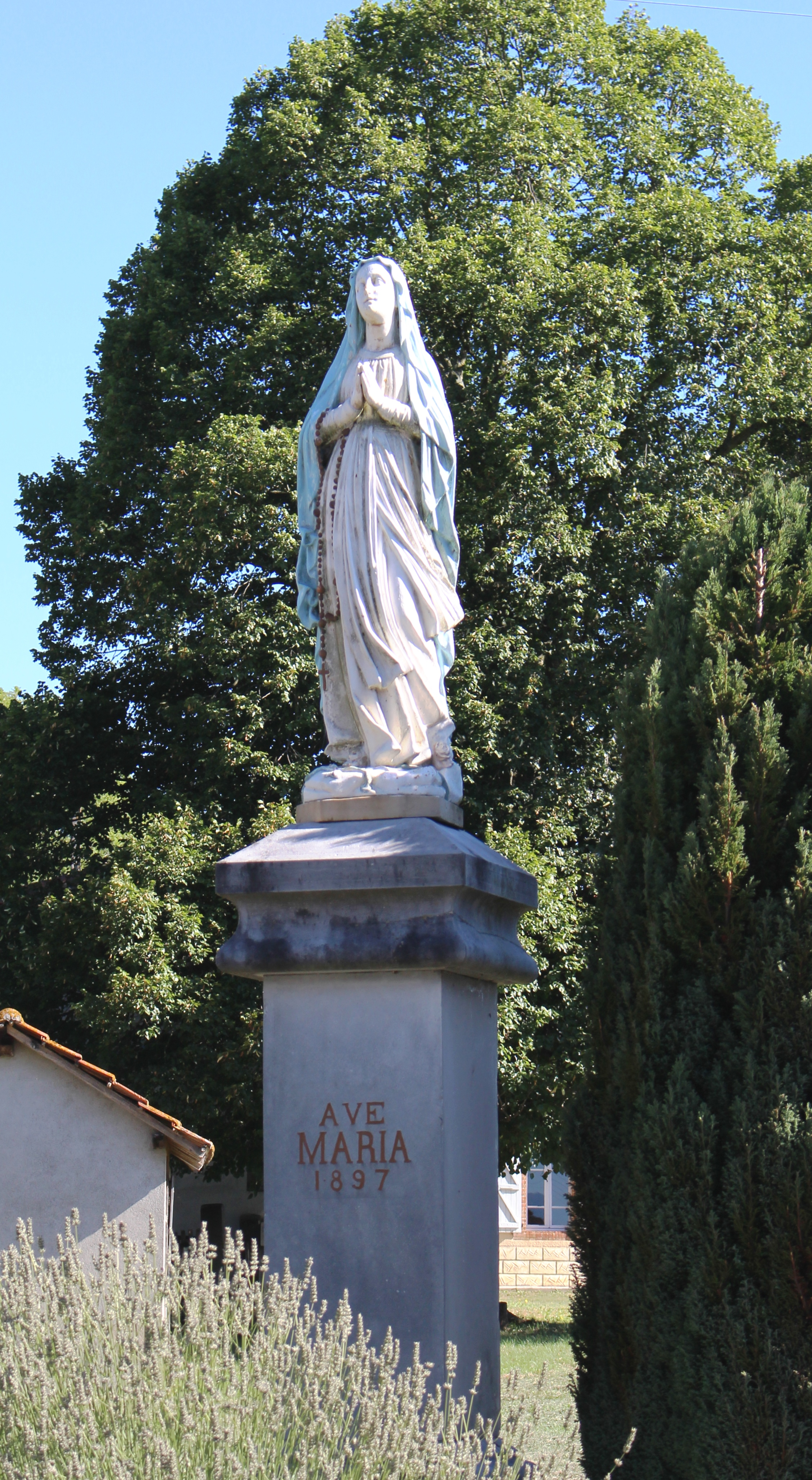
Notre-Dame de Lourdes

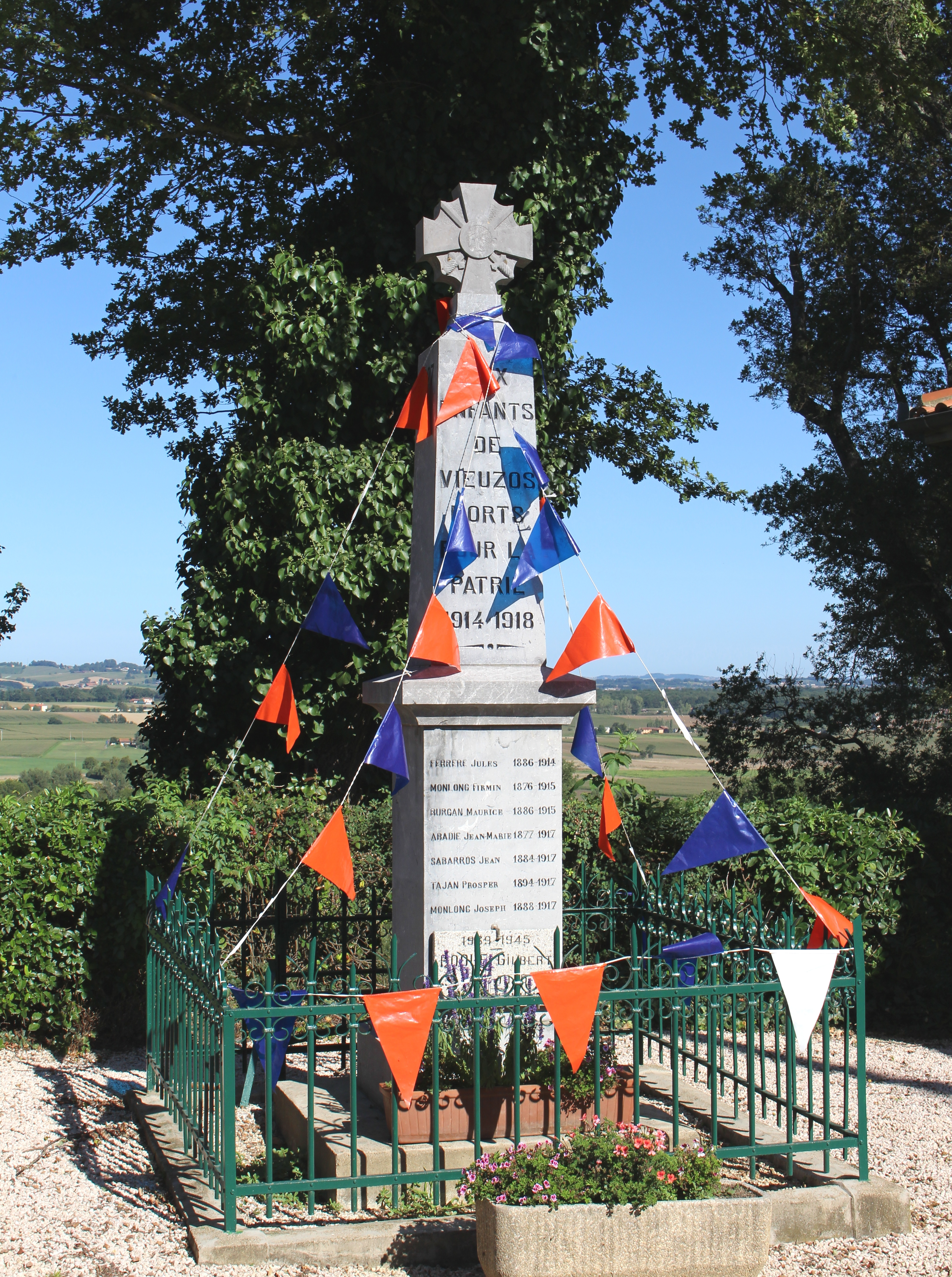
Le monument aux morts municipal.

- Château situé dans la plaine du Haget, construit en deux parties, la première au XVIIIe siècle puis deux ailes latérales réalisées au XIXe siècle. Ce château n'est pas inscrit au patrimoine historique français. (archives de la commune).
- Pour les passionnés d'ornithologie, la réserve naturelle du lac de Puydarrieux.

### Héraldique
| Blason | Blasonnement : D'azur à un mont de sinople * sommé d'une tour de sable * accostée de deux arbres de sinople *. |